# Damaeus folium
Damaeus folium är en kvalsterart som först beskrevs av K. Fujikawa och Fujita 1985.  Damaeus folium ingår i släktet Damaeus och familjen Damaeidae. Inga underarter finns listade i Catalogue of Life.